# Блот, Питер де
Питер де Блот (нидерл. Pieter de Bloot; 1601, Роттердам — 6 ноября 1658, Роттердам) — нидерландский художник эпохи барокко.

## Жизнь и творчество
Питер де Блот родился вскоре после переезда его семьи из Антверпена в Роттердам. Учителя живописи его неизвестны. Художник был трижды женат (между 1624 и 1630 годами), причём обе его первые жены умерли через считанные месяцы после свадьбы. К 1630 году де Блот обладал значительным состоянием, ему принадлежали доходные дома, в 1648 году он приобрёл кирпичную фабрику (что даже с учётом взятого кредита не могло быть профинансировано только за счёт проданных художником картин).
Главными темами в творчестве Питера де Блота были пейзажи и жанровые композиции, в первую очередь на фоне сельской местности и из жизни крестьян. Часто писал также картины религиозного содержания. В живописи этого художника чувствуется влияние фламандской живописи, в первую очередь Д. Тенирса.

## Галерея

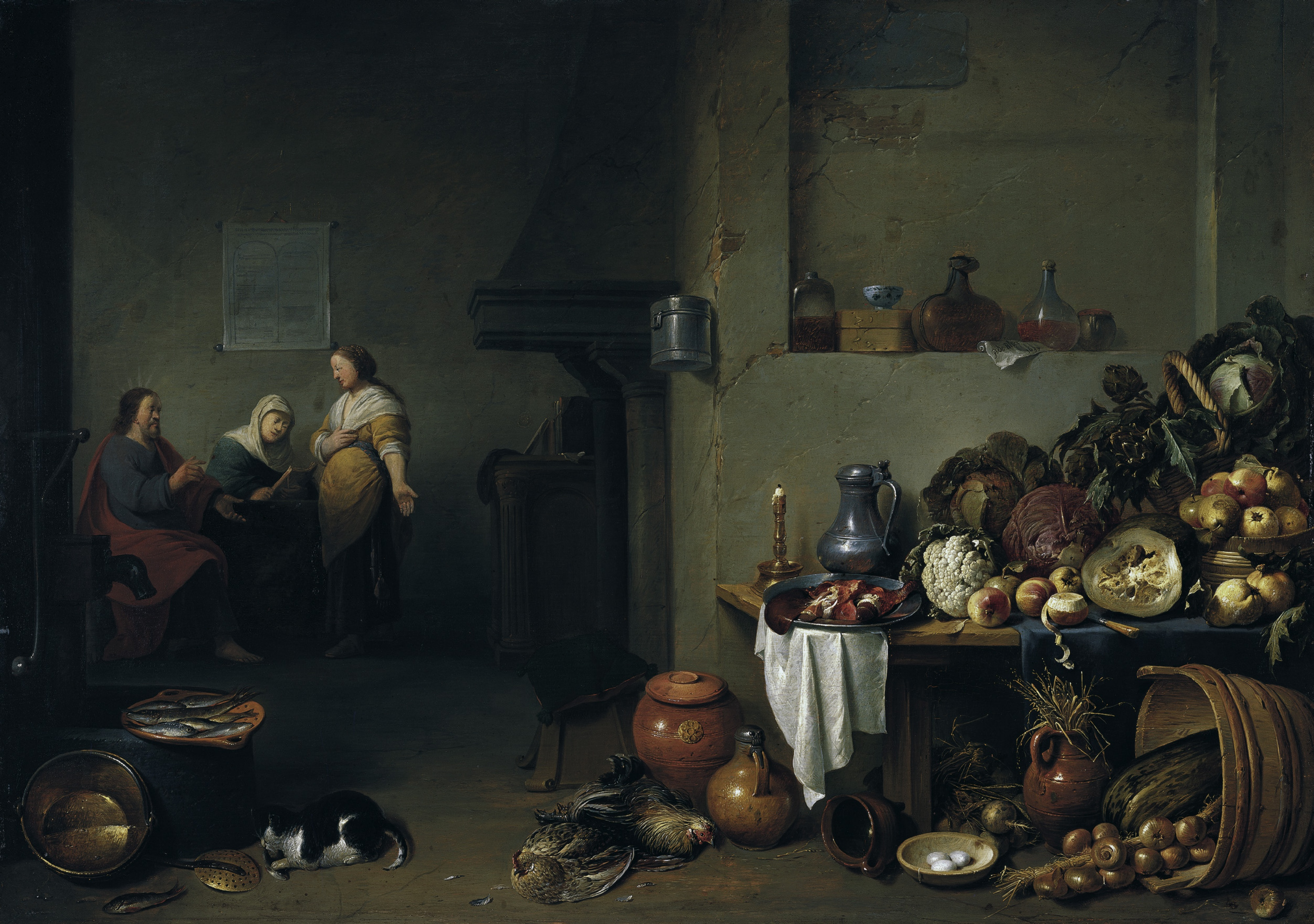
Христос у Марфы и Марии (1637)
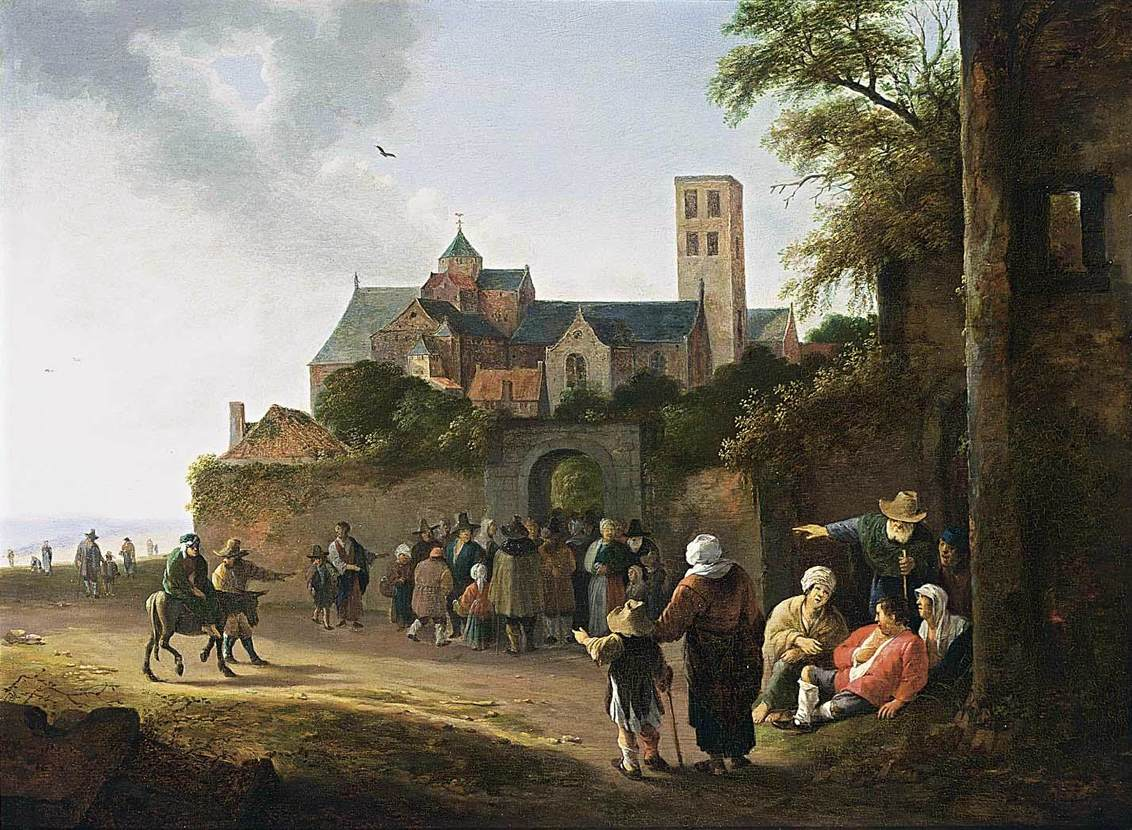
Церковь Пресвятой Богородицы в Утрехте
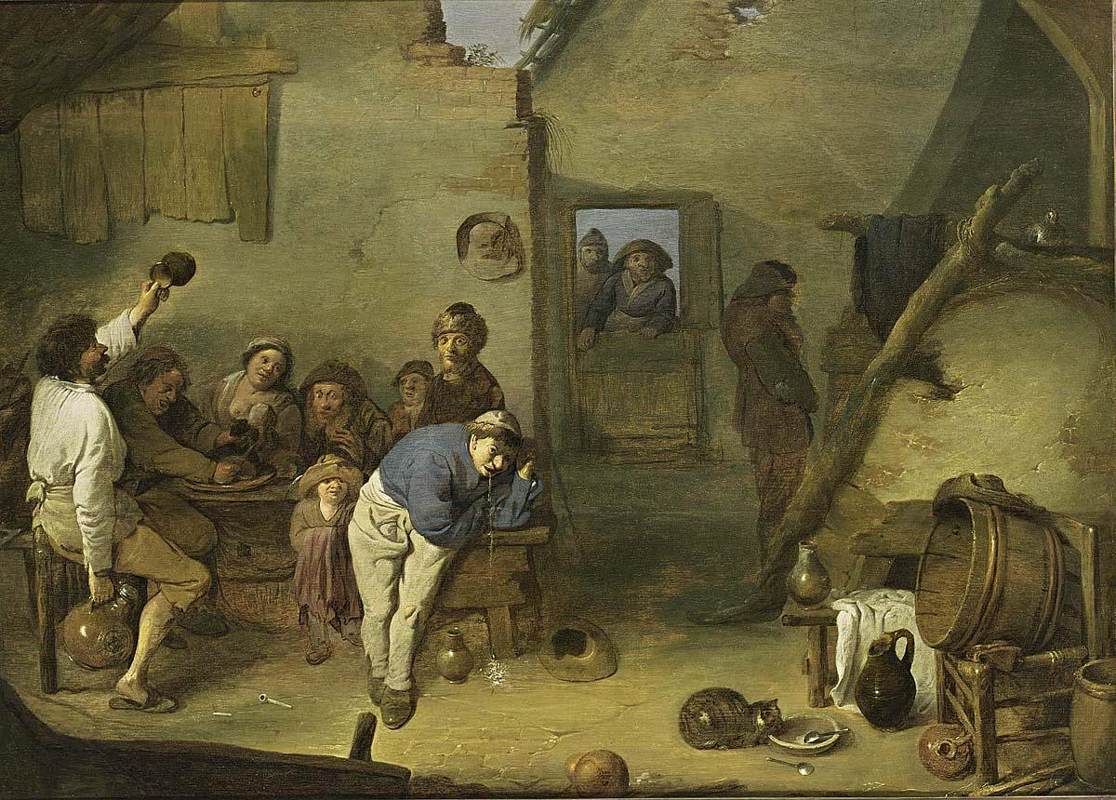
В таверне (1630-е годы)